# Slangerup Kommune
Slangerup Kommune i Frederiksborg Amt blev dannet ved kommunalreformen i 1970. Ved strukturreformen i 2007 blev den indlemmet i Frederikssund Kommune sammen med Jægerspris Kommune og Skibby Kommune.

## Tidligere kommuner
Slangerup var en gammel købstad, som havde mistet den status i 1809. Kommunalt havde den dog stadig en opdeling i bykommune og landsogn. Slangerup Kommune blev dannet ved at lægge dem sammen og tilføje en sognekommune mere:
| Kommune             | Folketal 1. januar 1970 | Byer      |
| ------------------- | ----------------------- | --------- |
| Slangerup Bykommune | 2.677                   | Slangerup |
| Slangerup landsogn  | 704                     |           |
| Uvelse              | 865                     | Uvelse    |
| I alt               | 4.246                   |           |

Hertil kom:
- den nordlige del af Jørlunde sognekommune, som havde 1.559 indbyggere. Den sydlige del kom til Ølstykke Kommune.
- ejerlavet Lindholm og 15 andre matrikler i Uggeløse Sogn, hvor størstedelen kom til Allerød Kommune.[2] Lynge-Uggeløse sognekommune havde 4.977 indbyggere.

## Sogne
Slangerup Kommune bestod af følgende sogne, begge fra Lynge-Frederiksborg Herred:
- Slangerup Sogn
- Uvelse Sogn

## Byer
| Kommunens største byer |           |                   |
| Nr                     | By        | Indbyggere (2025) |
| 1                      | Slangerup | 6.933             |
| 2                      | Jørlunde  | 288               |

## Valgresultater
| 3 | 2 | 5 | 1 | 2 |

| 11 | 2 |

| 3 | 2 | 6 | 2 |

| 11 | 2 |

| 5 | 2 | 1 | 5 |

| 8 | 5 |

| 3 | 1 | 1 | 8 |

| 10 | 3 |

| 3 | 1 | 1 | 8 |

| 11 | 2 |

| 3 | 1 | 1 | 1 | 7 |

| 11 | 2 |

## Borgmestre[4]
| Periode   | Navn         | Parti   |
| --------- | ------------ | ------- |
| 1970-1982 | Poul Nielsen | Venstre |
| 1982-2006 | Bent Lund    | Venstre |